# 에페스 (보주)
에페스(프랑스어: Epesses)는 스위스 보주의 제네바 호수에 위치한 라보-오롱구에 이전 시정촌이다. 이곳은 와인 생산으로 유명하다.
퀴이, 에페스, 그랑보, 리에 및 빌레트(라보)의 시정촌은 2011년 7월 1일에 부르앙라보의 새로운 시정촌으로 병합되었다.

## 역사
로마 도로의 흔적과 동전 발견은 지자체의 초기 정착을 나타낸다. 에페스는 1453년 Espesses로 처음 언급되었다. 이름은 아마도 가문비나무와 관련하여 라틴어 spissa(밀도가 높은, 두꺼운 것을 의미)에서 유래한 것 같다.
1536년 베른이 보를 정복하면서 이 마을은 로잔 영지가 관리하게 되었다. 1798년과 1803년 사이에 앙시앵 레짐이 붕괴된 후 헬베티아 공화국 동안 레만주의 일부였으며, 이후에는 보주의 아래로 떨어졌다. 1798년에 그것은 라보구에 할당되었다.
1824년이 되어서야 커뮤니티가 빌레트에서 분리되어 에페스가 독립적인 정치 자치체의 지위를 획득했다. 독립 지자체인 퀴이, 에페스, 리에, 그랑보 및 빌레트를 병합하는 프로젝트는 그랑보 사람들의 저항으로 인해 2005년 2월 27일 투표에서 실패했다. 따라서 프로젝트는 진행되지 않다.

## 지리

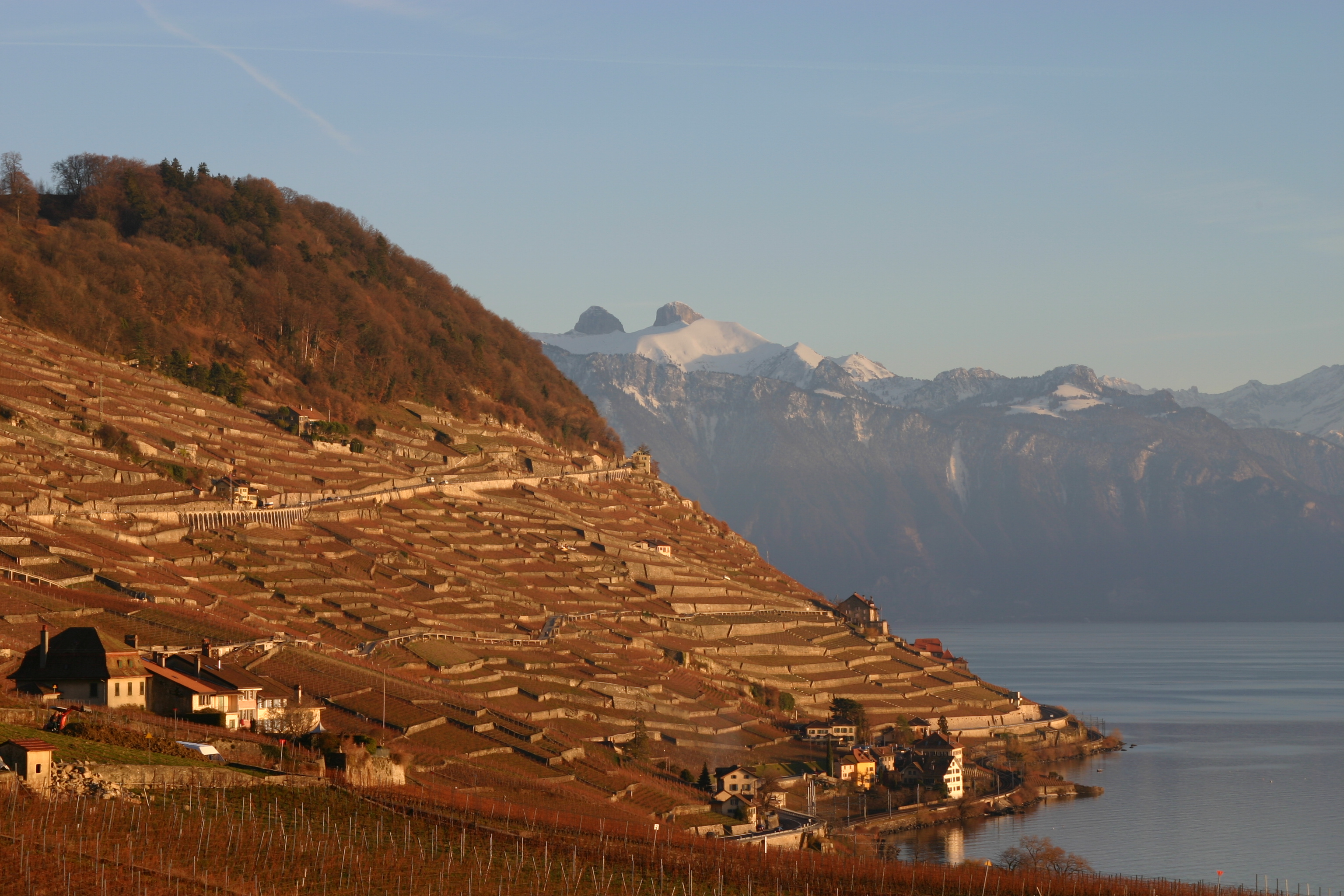
에페스의 포도밭

에페스는 해발 464m, 로잔 주의 주도에서 직선거리로 동남쪽으로 10km 떨어져 있다. 이 마을은 제네바 호수의 호수 높이에서 약 80m 높이의 경치 좋은 위치에 있는 몽 드 구르즈(Mont de Gourze)의 경사면에 있는 라보 포도원 가운데 가파른 경사면의 작고 평평한 표면에 위치해 있다.
에페스의 면적은 2009년 기준으로 1.59k㎡이다. 이 지역 중 1k㎡(62.9%)가 농업 목적으로 사용되는 반면 0.47k㎡(29.6%)는 삼림이 된다. 나머지 토지 중 0.13k㎡ (8.2%)가 정착(건물 또는 도로), 0.02k㎡ (1.3%)가 강 또는 호수이며 0.01k㎡ (0.6%)는 비생산적인 토지이다.
건축면적 중 주택과 건물이 1.3%, 교통기반시설이 6.9%를 차지했다. 산림을 제외한 모든 산림면적은 울창한 산림으로 덮여 있다. 농경지 중 3.8%는 작물 재배에 사용되며 23.9%는 목초지이며 35.2%는 과수원이나 포도나무 작물에 사용된다. 시정촌의 모든 물은 호수에 있다.
시정촌은 2006년 8월 31일에 해산될 때까지 라보구의 일부였으며, 에페스는 새로운 라보-오롱구의 일부가 되었다.
이 지역은 700m 동안 제네바 호수 북동쪽 해안에 있는 라보 지역의 면적이 작다. 시립 토지는 제네바 해안에서 북쪽으로 가파른 경사를 따라 몽 드 구르즈 동쪽의 숲이 우거진 높이까지 이어진다. 경사면은 Enfer 강에 의해 제네바 호수로 배수된다. 가장 높은 지점인 부아드로몽(Bois de Romont)은 해발 864m이다.
에페스는 마을, 각각 Enfer에 위치한 Crêt-Dessus(해발 459m) 및 Crêt-Lingerie(해발 432m) 마을과 몇 개의 단독 농장으로 구성된다. 에페스는 퀴이, 리에, Forel 및 퓌두의 지자체와 접해 있다.

## 인구통계
2009년 기준, 에페스의 인구는 332명이다. 2008년 기준으로 인구의 17.3%가 거주하는 외국인이다. 1999년부터 2009년까지 지난 10년 동안 인구는 3.1%의 비율로 변화했다. 이주로 인해 -5.9%의 비율로, 출생과 사망으로 인해 9%의 비율로 변경되었다.
2000년 기준, 인구 대부분인 273명(88.6%)이 프랑스어를 사용하며, 독일어가 10명(3.2%)으로 2위이고, 포르투갈어가 10명(3.2%)으로 3위이다. 이탈리아어를 할 수 있는 사람이 5명이 있었다.
지자체의 인구 중 117명(38.0%)가 에페스에서 태어나 2000년에 그곳에 살았다. 같은 주에서 태어난 99명(32.1%)가 있었고, 31명(10.1%)는 스위스 다른 곳에서 태어났고, 55명(17.9%)는 스위스 밖에서 태어났다.
2008년에는 스위스 시민이 5명 태어나고 스위스 시민이 1명 사망했다. 이민과 이주를 무시하면 스위스 시민의 인구는 4가 증가했지만, 외국인 인구는 그대로 유지되었다. 동시에 다른 나라에서 스위스로 이주한 7명의 비스위스 남성과 11명의 비스위스계 여성이 있었다. 2008년 전체 스위스 인구 변화(시 경계를 넘는 이동을 포함한 모든 출처에서)는 3명이 증가했고 비스위스계 인구는 18명이 증가했다. 이는 6.7%의 인구 증가율을 나타낸다.
2009년 현재 에페스의 연령 분포는 다음과 같다. 35명의 어린이 또는 인구의 10.6%가 0세에서 9세 사이이고 39명의 청소년 또는 11.8%가 10세에서 19세 사이이다. 성인 인구 중 36명 또는 인구의 10.9%가 20세에서 29세 사이이다. 57명(17.2%)는 30세 ~ 39세, 55명(16.6%)는 40 ~ 49세, 39명 또는 11.8%는 50 ~ 59세이다. 노인 인구 분포는 25명(7.6%)가 60세이다. 69세는 70~79세가 30명(9.1%), 80~89세가 11명(3.3%), 90세 이상이 4명(1.2%)이다.
2000년 기준으로 시정촌에는 미혼이거나 독신인 사람이 137명 있다. 기혼자 137명, 과부 또는 홀아비 18명, 이혼 16명이었다.
2000년 기준 거실당 평균 거주자 수는 0.53명으로 주 평균인 방당 0.61명보다 적은 수이다. 이 경우 방은 일반 침실, 식당, 거실, 주방 및 거주 가능한 지하실 및 다락방으로서 4㎡ 이상의 주택 단위의 공간으로 정의된다. 전체 가구의 약 39.2%가 자가 점유 또는 임대료를 지불하지 않았다. (모기지 또는 전세자금 계약이 있을 수 있음)
2000년 기준으로 시정촌의 개인가구는 131세대로 가구당 평균 2.3명이 거주하고 있다. 1인 가구는 47가구, 5인 이상 가구는 6가구였다. 총 134가구 중 1인 가구가 35.1%로 부모와 동거하는 성인 2가구였다. 나머지 가구 중 자녀가 없는 기혼 부부는 32쌍, 자녀가 있는 기혼 부부는 41쌍으로, 자녀가 있는 편부모는 8가구였다. 1가구는 혈연관계가 없는 사람들로 구성되었고, 3가구는 일종의 기관이나 다른 공동주택으로 구성되었다.
2000년에는 총 109채의 주거용 건물 중 43채(전체의 39.4%)가 단독주택이었다. 다가구는 18채(16.5%), 주로 주거용으로 사용되는 다목적 건물은 41채(37.6%), 기타 주거용 건물(상업, 공업)은 7채(6.4%)였다. 단독주택 중 21채는 1919년 이전에 지어졌고 1채는 1990년에서 2000년 사이에 지어졌다. 가장 많은 다가구 주택(11채)은 1919년 이전에 지어졌으며, 다음으로 가장 많은(2채) 다가구 주택(2채)은 1919년과 1945년 사이에 지어졌다.
2000년에는 시정촌에 164개의 아파트가 있었다. 가장 흔한 아파트 규모는 3실 36실이었다. 12실 12실, 58실 5실 이상 아파트가 있었다. 이 중 상가 아파트는 125채(전체의 76.2%)였으며, 성수기 아파트는 28채(17.1%), 공실은 11채(6.7%)였다. 2009년 기준 신규주택 건설률은 인구 1,000명당 0세대였다. 2010년 시정촌 공실률은 1.8%였다.
역사적 인구는 다음 차트에 나와 있다.

## 경제
마을 중심에 있는 대부분의 집은 이 지자체에서 52ha의 포도밭을 경작하는 세입자가 점유하고 있다. 이제 포도 재배와 와인 생산이 주요 생계 수단이 되었다. 주로 샤슬라 포도 품종으로 드라이 화이트 와인을 생산하지만, 레드 와인(Pinot Noir, Syrah 등) 및 특산품도 생산한다. 주목할만한 포도원은 제네바 호수 옆 마을 중심의 남쪽에 있는 "Calamine"과 이미 부분적으로 퓌두 및 리바 커뮤니티에 위치한 동쪽의 "Le Dézaley"에 있다.
2010년 현재 에페스의 실업률은 2.4%이다. 2008년 기준으로 1차 경제 부문에 84명이 고용되어 있으며, 이 부문에 약 20개 기업이 참여하고 있다. 24명이 2차 부문에 고용되었고, 이 부문에 4개의 기업이 있었다. 64명이 3차 부문에 고용되었으며, 이 부문에는 8개의 기업이 있다. 시정촌 주민은 168명으로 일정 정도 고용되었으며, 그중 여성이 전체 노동력의 40.5%를 차지하였다.
2008년에 정규직에 상응하는 총 일자리 수는 124개였다. 1차 부문의 일자리 수는 54개였으며, 모두 농업에 있었다. 2차 부문의 일자리 수는 23개였으며, 그중 22개(95.7%)는 제조업에, 1개는 건설에 종사했다. 3차 부문의 일자리 수는 47개였다. 3차 부문에서; 34개(72.3%)는 자동차 판매나 수리, 6개(12.8%)는 호텔이나 레스토랑, 1개는 정보 산업, 3개(6.4%)는 기술 전문가 또는 과학자, 1명은 교육에 종사했다.
2000년 기준으로 자치단체로 출퇴근하는 근로자는 42명, 출퇴근자는 94명이었다. 지자체는 근로자의 순수출 지자체로, 들어오는 1명당 약 2.2명의 근로자가 지자체를 떠나고 있다. 근로인구 중 11.3%가 대중교통을 이용하여 출퇴근하고 50%가 자가용을 이용하였다.

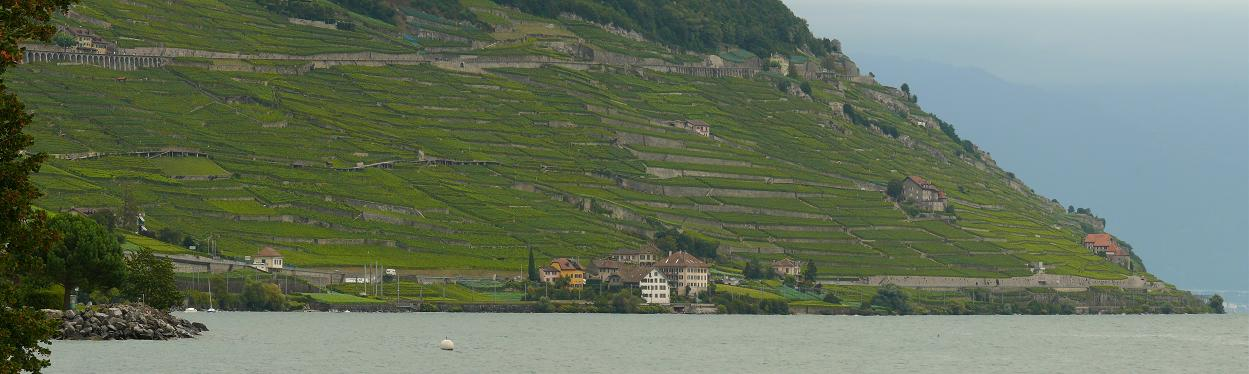
레만호에서 본 풍경

## 정치
2007년 연방 선거에서 가장 인기 있는 정당은 33.68%의 득표율을 기록한 FDP였다. 다음으로 가장 인기 있는 3개 정당은 녹색당 (14.93%), SVP (12.68%) 및 LPS당 (12.29%)이었다. 이번 연방 총선에서는 총 118표가 나왔고, 투표율은 52.9%였다.

## 종교
2000년 인구 조사에서 71명(23.1%)가 로마 카톨릭 신자였으며, 163명(52.9%)가 스위스 개혁 교회에 속했다. 나머지 인구 중 정교회 교인은 9명(2.92%)이었고, 다른 기독교 교인은 1명이었다. 불교도 1명과 타교회 소속 1명이었다. 44명(14.29%)은 교회에 속하지 않았고, 불가지론자 또는 무신론자였으며, 18명(5.84%)은 질문에 대답하지 않았다.

## 교육
에페스에서는 인구의 약 94명(30.5%)가 비필수 고등 중등 교육을 완료했으며, 53명(17.2%)가 추가 고등교육(대학 또는 응용학문대학)을 완료했다. 고등교육을 마친 53명 중 58.5%가 스위스 남성, 20.8%가 스위스 여성, 13.2%가 비스위스계 여성이었다.
2009/2010학년도에 에페스 학군에는 총 39명의 학생이 있었다. 보주 주립학교 시스템에서는 정치 구역에서 2년간의 의무가 아닌 유아원을 제공한다. 학년도 동안 정치 지역은 총 665명의 어린이에게 유치원 보육을 제공했으며, 그중 232명의 어린이(34.9%)가 보조금을 받는 유치원 보육을 받았다. 주의 초등학교 프로그램은 학생들이 4년 동안 출석해야 한다. 시립 초등학교 프로그램에는 21명의 학생이 있었다. 의무 중학교 과정은 6년 동안 지속되며 해당 학교의 학생은 18명이었다.
2000년 기준으로 에페스에는 타 지자체에서 온 학생이 20명, 시외 학교에 다니는 주민이 48명이다.

## 볼거리

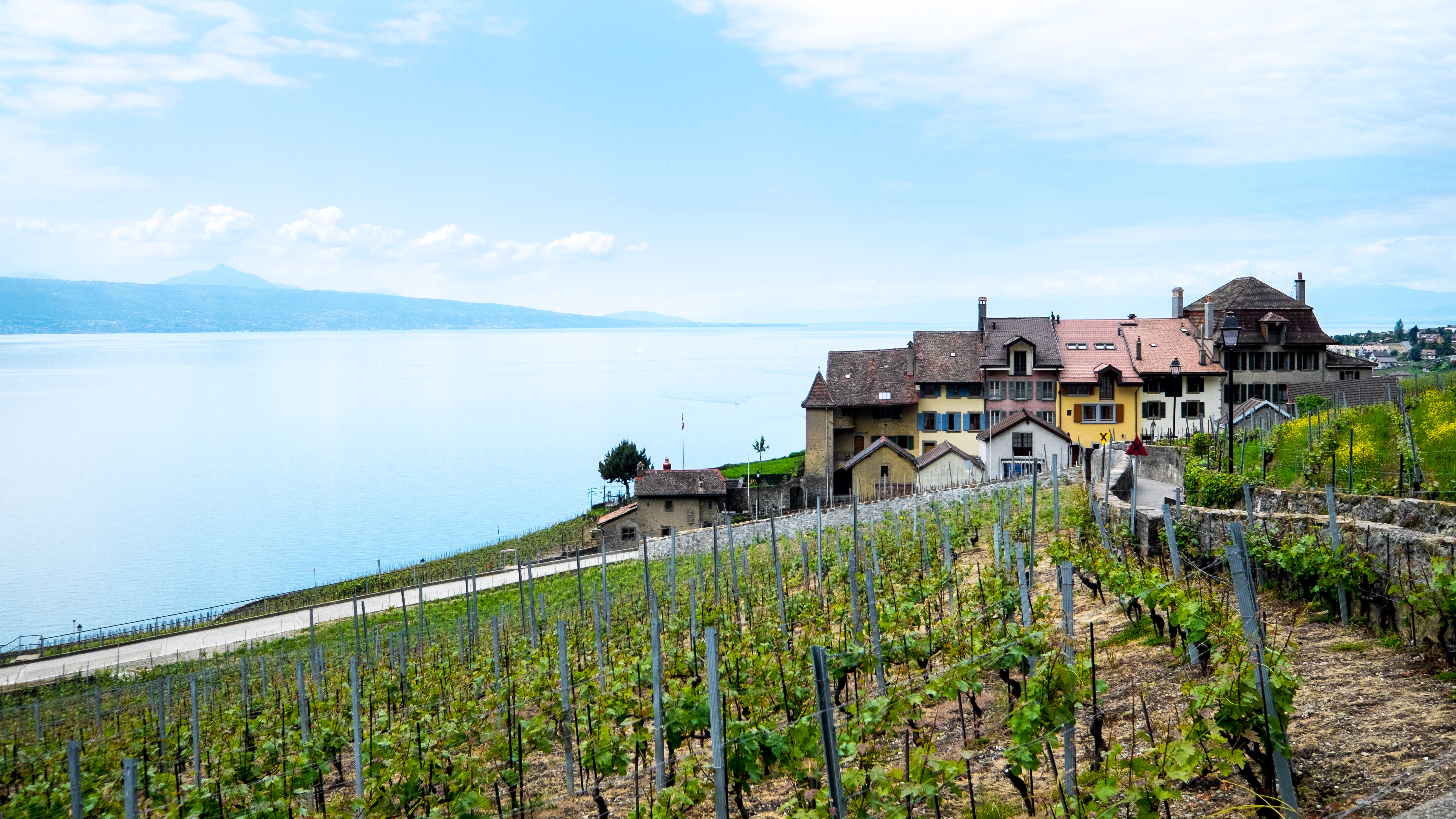
에페스 마을과 가까운 빽빽한 포도주 재배 마을

에페스는 유네스코 세계 문화 유산 인 라보 포도원 테라스의 일부를 포함한다.
에페스의 전체 마을은 스위스 유산 목록의 일부로 지정된다.
에페세스 마을에는 그림 같은 마을 풍경을 제공하는 17세기에서 19세기 사이에 지어진 조밀하게 포장된 포도주 양조장이 있다. 에페스의 생자크 교회는 14세기에서 16세기 사이에 지어졌으며, 그 이후로 여러 번 복원되었다. 15세기로 거슬러 올라가는 보바르 세기는 문화재로 등록된 건물이다.

## 교통
지자체가 지역의 더 많은 도시 지역 외부에 있지만, 퀴이에서 세브르까지 연결 도로가 있는 잘 발달된 교통 연결이 있다. 가장 가까운 고속도로 분기점은 1974년에 개통된 A9 도로로 로잔과 시옹을 연결하고 에페스에서 약 3km 떨어진 셰브르를 건넌다.
1861년 4월 2일에는 로잔에서 발레주까지 가는 로잔-빌뇌브 철도 구간이 에페스역(호숫가에 위치)과 함께 개통되었다. 퀴이에서 에페스와 셰브르를 거쳐, 퓌두-셰브르역까지 운행하는 버스 노선은 대중 교통의 정밀한 분배를 보장한다.